# Uładzimir Karatkiewicz
Uładzimir Siamionawicz Karatkiewicz (biał. Уладзімір Сямёнавіч Караткевіч; ros. Короткевич, Владимир Семёновичr; ur. 26 listopada 1930 w Orszy, zm. 25 lipca 1984 w Mińsku) – białoruski prozaik, poeta, dramaturg, scenarzysta, tłumacz. Jeden z czołowych prozaików w historii literatury białoruskiej.
W 1954 ukończył studia filologiczne na Uniwersytecie Kijowskim, następnie pracował jako nauczyciel, początkowo na Ukrainie, później w Orszy. Od 1960 mieszkał w Mińsku. Od 1957 należał do Związku Pisarzy ZSRR.
Za swoją twórczość prozatorską w 1983 otrzymał Nagrodę Literacką Związku Radzieckich Pisarzy Białorusi im. Iwana Mieleża.

## Życiorys

### Dzieciństwo
Jego przodkowie wywodzili się z rodów szlachty białoruskiej zamieszkujących regiony m.in. Mścisławia, Mohylewa, Rohaczowa.  
Urodził się 26 listopada 1930 roku w Orszy w obwodzie witebskim w rodzinie intelektualistów. Ojciec – Siamion Cimafiejewicz (biał: Сямён Цімафеевіч 1887–1959) służył w armii carskiej jako pisarz, później pracował jako inspektor budżetowy w regionalnym oddziale finansów w Orszy. Matka Nadzieja Wasileŭna (biał: Надзея Васілеўна 1893–1977), z rodu Grinkiewiczów (biał: Грынкевічаў), po ukończeniu Gimnazjum Maryjnego w Mohylewie przez pewien czas pracowała jako nauczycielka w wiejskiej szkole pod Rohaczowem. Po ślubie zajęła się prowadzeniem domu. Uładzimir miał jeszcze dwoje rodzeństwa: starszego brata Walerija (ur. 1918, zginął w 1941 roku) oraz starszą siostrę Natallę (1922–2003). 
Uładzimir od najmłodszych lat interesował się historią, zwłaszcza historią Białorusi. Już jako dziecko dobrze rysował, przejawiał zainteresowania muzyczne. Interesował się teatrem. W wieku sześciu lat napisał swoje pierwsze wiersze. Nieco później podjął pierwszą próbę prozatorską i napisał opowiadania, które sam zilustrował. Znał jidysz. W 1938 roku rozpoczął naukę w szkole. Do czasu ataku Niemiec na ZSRR udało mu się ukończyć 3 klasy.

### Czas II wojny światowej i okupacji
Atak Niemiec na ZSRR zastał go w Moskwie. Po zakończeniu szkoły pojechał do studiującej tam siostry. Został ewakuowany do Riazania, potem na Ural, a następnie do Czkałowa (Orenburg). Do Orszy wrócił wraz z rodziną w 1944 roku.  

### Okres powojenny
Po wojnie Uładzimir Karatkiewicz kontynuował naukę. Ukończył szkołę średnią w Orszy i wstąpił na wydział filologii rosyjskiej na Kijowski Uniwersytecie Narodowym im. Tarasa Szewczenki w Kijowie. Ukończył go w 1954 roku. Obronił pracę dyplomową na temat: "Baśń. Legenda. Podanie" (biał.«Казка. Легенда. Паданне»). Przez cały ten czas pozostawał aktywny twórczo. Pisał wiersze, krótkie opowiadania, eseje. Z tego okresu pochodzi 20 utworów. W tym czasie rozpoczął prace nad jednym ze swoich najbardziej znanych utworów - poematem „Dzikie polowanie króla Stacha”. W 1955 roku zdał egzaminy na studia doktoranckie i rozpoczął pisanie pracy na temat powstania 1863 roku, ale nigdy jej nie ukończył. W tym samym czasie zrodził się pomysł napisania powieści na ten sam temat.
Po ukończeniu studiów, w latach 1954–1956 pracował jako nauczyciel języka rosyjskiego i nauczyciel literatury w szkole wiejskiej we wsi Lisowyczi (w rejonie Kijowa na Ukrainie. W latach 1956–1958 pracował jako nauczyciel w Orszy. Później podjął studia na kursach doszkalających: literackich (1958–1960), kursach scenicznych (1962) w Instytucie Kinematografii w Moskwie (obecnie Rosyjski Państwowy Instytut Kinematografii im. S. Gerasimowa) i został zawodowym pisarzem. W 1963 roku na stałe osiedlił się w Mińsku.
W 1971 roku zawarł związek małżeński z Walenciną Nikiciną (biał. Валянціна Браніславаўна Караткевіч) – historyczką i archeolożką. Z relacji żony wynika, że z Uładzimirem Karatkiewiczem poznali się w pociągu relacji Moskwa- Berlin, kiedy razem jechali do Brześcia. Para nie miała dzieci. 

## Twórczość
W większości utworów Karatkiewicza nie sposób nie dostrzec jego wielkiej miłości i atencji do białoruskiej historii, rodaków i języka ojczystego. Jeszcze za życia pisarza krytycy często wypominali Karatkiewiczowi literacka ekstrawagancję, szafowanie ideą narodową oraz zbytnią romantyczność w opisach wydarzeń i postaci. Pierwsza opublikowana powieść "Nie wolno zapomnieć" (biał.: Нельга забыць,1962) jest doskonałym dowodem na to, iż w literaturze białoruskiej pojawiła się solidna osobowość twórcza, wytrawny prozaik i nie mniej ciekawy poeta. 
Jak żaden inny pisarz w swych barwnych tekstach łączył historię swego ojczystego kraju z losami całej Europy. Historia Białorusi i losy narodu białoruskiego były dla Karatkiewicza zawsze sprawą nadrzędną i dlatego stały się głównym motywem jego twórczości. 
Dla pisarstwa Karatkiewicza charakterystyczne jest poszukiwanie nierozerwalnych więzi pomiędzy przeszłością a teraźniejszością, co uwidocznia się w poszczególnych utworach głębokim zrozumieniem procesów historycznych i stworzeniem na tej podstawie artystyczno-historycznej kroniki życia i losów Białorusinów. W swoich twórczych poszukiwaniach pisarz rekonstruował przeszłość własnego narodu. Wychodząc od materiału legendarno-folklorystycznego, poprzez dobudowywanie do niego kolejnych faktów historycznych starał się ukazywać swojemu odbiorcy konkretne wydarzenia, które stawały się obiektami analizy literackiej niejednokrotnie po raz pierwszy. Nigdy wcześniej inny z białoruskich pisarzy tak dokładnie nie opisał w żadnym ze swoich utworów powstania styczniowego i przyczyn jego wybuchu. Zrobił to po raz pierwszy Karatkiewicz w powieści „Kłosy pod sierpem twoim” (Каласы пад сярпом твiм, 1965).

## Powieści
- Leonidy nie wrócą na Ziemię (biał. Леаніды не вернуцца да Зямлі, 1960-62, opublikowana 1962)
- Kłosy pod twoim sierpem (biał. Каласы пад сярпом тваім, 1962-64, opublikowana 1965)
- Chrystus wylądował w Grodnie (biał. Хрыстос прызямліўся ў Гародні, 1965-66, opublikowana po białorusku 1972)
- Czarny zamek olszański (biał. Чорны замак Альшанскі, 1979)

## Opowiadania
- Dziki Gon króla Stacha (biał. Дзікае паляванне караля Стаха, 1950, 1958, opublikowane 1964)
- W śniegach drzemie wiosna (biał. У снягах драмае вясна, 1957, opublikowane 1989)
- Król cygański (biał. Цыганскі кароль, 1958, opublikowane 1961)
- Szara legenda (biał. Сівая легенда, 1960, opublikowane 1961)
- Broń (biał. Зброя, 1964, opublikowane 1981)
- Statek Rozpaczy (biał. Ладдзя Роспачы, 1964, opublikowane po białorusku 1978)
- Liście kasztanów (biał. Лісце каштанаў, 1973)
- Krzyż Anielina (biał. Крыж Аняліна, niedokończone, wydane w 1988 r.

## Motyw polski w twórczości U. Karatkiewicza
Uładzimir Karatkiewicz w swojej twórczości zestawiał rzeczywistość białoruską i polską. W tekstach wspominał i odnosił się do prac takich polskich badaczy jak na przykład Jan Czeczot, Jan Barszczewski, Aleksander Rypiński, Oskar Kolberg, Zygmunt Gloger, Czesław Pietkiewicz i Michał Federowski, którzy wiele lat swego życia poświęcili zbieraniu analizowaniu folkloru białoruskiego. W jego pracach znajdziemy odniesienie do romantyków jak Adam Mickiewicz, Juliusz Słowacki, Cyprian Kamil Norwid. Cenił twórczość Józefa Kraszewskiego, Henryka Sienkiewicza, Bolesława Prusa, Elizy Orzeszkowej.
Powieść „Chrystus wylądował w Grodnie” została przetłumaczona na język polski w 2012 roku.   

## Upamiętnianie
W rocznicę 90-lecia urodzin białoruskiego klasyka przed kamerami swój wybrany fragment powieści Каласы пад сярпом тваім [Kalasy pad siarpom twaіm] (Kłosy pod twoim sierpem) przeczytali białoruscy artyści, aktorzy, dziennikarze, działacze społeczni. Od 15 kwietnia 2020 roku, przez dwa tygodnie w salach Muzeum Historii Literatury Białoruskiej odczytywany były kolejne fragmenty książki. W sumie wybrano 55 osób, które czytały książkę w dwóch salach Muzeum: w gabinecie Karatkiewicza i w jego jadalni.